# Il cuore rovesciato
Il cuore rovesciato è il secondo romanzo di Giampaolo Spinato, pubblicato nel 1999 da Mondadori. Ha inaugurato la collana Sis, dedicata agli scrittori italiani e stranieri. Finalista al Premio Alassio Centolibri - Un autore per l'Europa, nello stesso anno ha ricevuto il Premio Selezione Campiello.

## Trama
Nel cuore degli anni sessanta, due bambini di sei e dieci anni scoprono la possibilità di ricreare il mondo nella magia di un Regno fantastico che si inventano. Toccati dall'esperienza del dolore e della separazione, cercano e trovano risposte personali alle domande della vita. Da qui partono per un viaggio che li porterà lontano e che comincia con la neve una notte di Natale, ai primi contatti con l'universo degli adulti, i segreti e le vergogne delle loro madri, di condizioni sociali differenti. Il tutto nella periferia di una grande città, Milano, che come loro si trasforma col succedersi delle stagioni e che, nell'epoca del boom economico e dell'emigrazione è centro di una trasformazione piena di contraddizioni.

## Edizioni
- Giampaolo Spinato, Il cuore rovesciato, collana SIS - Scrittori italiani e stranieri, Arnoldo Mondadori Editore, 1999,  p. 296, ISBN 88-04-45804-6.